# Paphiopedilum dianthum
Paphiopedilum dianthum — многолетнее трявянистое растение семейства Орхидные.
Вид не имеет устоявшегося русского названия.

## Синонимы
По данным Королевских ботанических садов в Кью:
- Paphiopedilum parishii var. dianthum (Tang & F.T.Wang) K.Karas. & K.Saito, 1982
- Paphiopedilum dianthum f. album O.Gruss, 2003

## Этимология
Видовое название «dianthum» означает «двуцветковый», возможно это связано с типичным количеством цветков в соцветии у растений в дикой природе.

## Биологическое описание
Напоминает более легкую и более изящную форму Paphiopedilum parishii. Эти два вида отличаются тем, что у Paph. dianthum белый парус, а не зеленоватый. Так же виды различаются нюансами формы губы.
Относительно крупные травы. Образует крупные куртины, до 15 побегов в каждой.
Побег симподиального типа, скрыт основаниями 4—6 листьев.
Листья кожистые, тёмно-зелёные, 20—50 см в длину, 2—5 см в ширину.
Соцветие 1—7 цветковое.
Цветки 12—15 см в диаметре. По другим данным 10—18 см в диаметре.
стаминодии обратно-сердцевидные, трехлопастные на верхушке, 9—11 на 6—7,5 мм, белый
с темно-зелёным жилкованием в центре.
Хромосомы: 2n=26.

## Ареал, экологические особенности
Южный Китай, северные провинции Вьетнама (Каобанг, Хазянг, Хоабинь, Лайтяу, Лаокай, Шонла).
Хвойные, смешанные и лиственные, вечнозеленые, влажных лесах на высокой эродированных, кристаллический известняк на Elev. М. 600—1450 Fl. Сентябрь — ноябрь.
Литофит на скальных массивах кристаллического известняка в хвойных, смешанных и лиственных вечнозеленых влажных лесах, на высотах от 600 до 1450 метров над уровнем моря.
Диапазон температур: 12—23 °C. Тенистые местообитания. Почва: известняковый щебень, мох, лиственный опад. Цветёт в сентябре-ноябре. Отмечался в местах произрастания совместно с Paphiopedilum micranthum, Paphiopedilum hirsutissimum var. esquirolei, Paphiopedilum malipoense и Paphiopedilum henryanum.
Относится к числу охраняемых видов (I приложение CITES).
|  | Этот вид находится на грани вымирания и занесён в Международную Красную книгу |

## В культуре
Температурная группа — умеренная.
Свет: 1500—1700 FC.
Относительная влажность воздуха: от 50 % и выше.
Посадка в пластиковые и керамические горшки с несколькими дренажными отверстиями на дне, обеспечивающими равномерную просушку субстрата.
Частота полива подбирается таким образом, чтобы субстрат внутри горшка не успевал высохнуть полностью.
По мнению некоторых коллекционеров является кальцефилом. Основные компоненты субстрата: см. статью Paphiopedilum.
Некоторые известные клоны:
- Paph. dianthum 'Candorelle' AM/AOS

## Грексыи естественныегибриды
По данным The International Orchid Register.
- Paphiopedilum Skelton (F.Sugiyama) 2009, (= Paphiopedilum lowii × Paphiopedilum dianthum ♂)
- Paphiopedilum Lian Tan (Paphyville) 2007, (= Paphiopedilum philippinense × Paphiopedilum dianthum ♀)
- Paphiopedilum Mark Zerner (Hans Koch) 2005, (= Paphiopedilum Heeder Fladder × Paphiopedilum dianthum ♀)
- Paphiopedilum Rydeen (Mochizuki Orch.) 2008, (= Paphiopedilum parishii × Paphiopedilum dianthum ♀)
- Paphiopedilum Travis Shane Lawless (N.Powell) 1999, (= Paphiopedilum primulinum × Paphiopedilum dianthum ♀)
- Paphiopedilum ×grussianum (= Paphiopedilum dianthum × Paphiopedilum hirsutissimum ♂) естественный гибрид
- Paphiopedilum ×petchleungianum (= Paphiopedilum dianthum × Paphiopedilum villosum ♂) естественный гибрид